# Ignaz Brüll

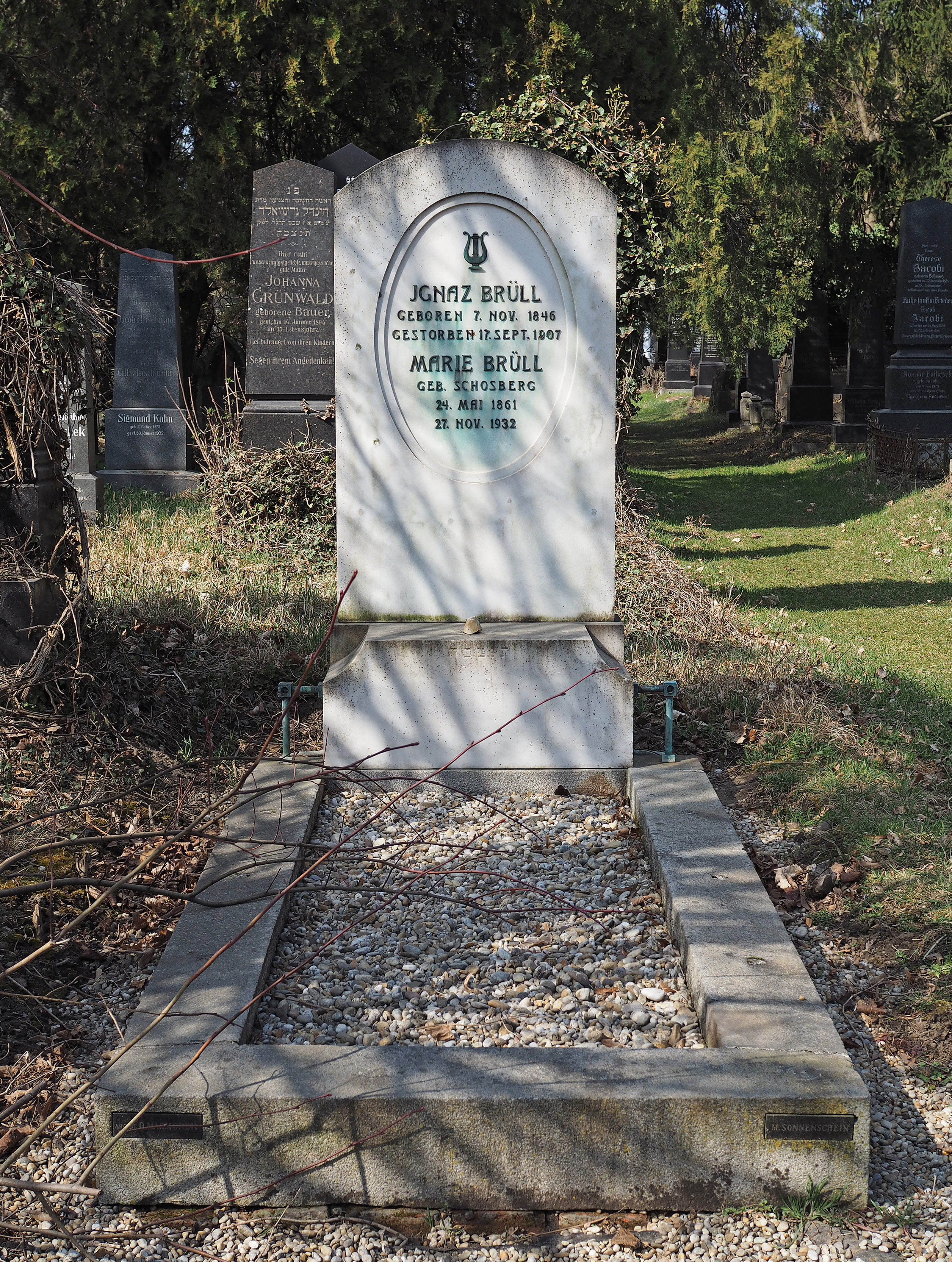
Graf van Ignaz Brüll en zijn vrouw Marie Schosberg in het oude Joodse gedeelte van de Centrale Begraafplaats te Wenen (groep 20, rij 1, nummer 23). Het graf is ontworpen door Oskar Marmorek.

Ignaz Brüll (Prossnitz, 7 november 1846 - Wenen, 17 september 1907) was een Oostenrijks componist en pianist. Brüll genoot in de 19e eeuw grote bekendheid, maar zijn werk is sindsdien in vergetelheid geraakt, en maakt geen onderdeel meer uit van het hedendaagse concertrepertoire.

## Carrière
Brüll studeerde compositie bij Rufinatscha en Dessoff in Wenen en piano bij Julius Epstein. Hij was een gevierd pianist in zijn tijd. Brahms, Mozart, Schumann en zijn eigen pianoconcerten stonden vaak op het programma. Hij stond in hoog aanzien bij collega-pianisten als Franz Liszt, Anton Rubinstein en Clara Schumann en zijn uitvoeringen van Beethoven, Schumann en Brahms werden als standaard beschouwd. Brahms vond Brüll de beste vertolker van zijn pianomuziek.
Hij behoorde tot de vriendenkring van Brahms. Als Brahms een nieuwe compositie voor zijn vrienden voorspeelde waar hij iemand bij nodig had voor zijn quatre-mains voordracht, vroeg hij vaak Brüll als tweede pianist.
Brülls muziek werd gedurende zijn leven vaak uitgevoerd. Zijn twee pianoconcerten waren heel erg populair en zijn opera Das goldene Kreuz, erg geliefd ook bij keizer Wilhelm I van Duitsland, was een regelrechte hit in het laatste kwartgedeelte van de negentiende eeuw en overschaduwde eigenlijk al zijn andere muziek.
Toen hij in 1882 Marie Schosberg, een dochter van een rijke bankier, trouwde, kreeg hij meer ruimte om te componeren. Zijn buitenhuis aan de Oostenrijkse Attersee werd een plek waar musici en kunstenaars graag op bezoek kwamen om met elkaar van gedachten te wisselen.
Brüll overleed in 1907 een paar maand na zijn - uitbundig gevierde - 60e verjaardag. In heel Europa werd met grote ontsteltenis op zijn plotselinge dood gereageerd. In de jaren 1930 kwam zijn muziek op de lijst van Entartete Kunst terecht omdat hij van Joodse afkomst was en werd het verboden.
Sinds 2007, honderd jaar na zijn dood, wordt zijn muziek weer af en toe uitgevoerd en worden er van verschillende werken cd-opnames gemaakt. In 1998 is zijn eerste pianoconcert, geschreven toen hij veertien jaar oud was, voor het eerst op een geluidsdrager vastgelegd door de pianist Martin Roscoe in de serie The Romantic Piano Concerto. Je kunt dus spreken van een lichte Brüll-revival.

## Composities
In de composities van Brüll is heel goed de invloed te horen van Mendelssohn en Schumann; conservatief klassiek, het tegenovergestelde van de progressieve richting van Liszt en Wagner.
De twee pianoconcerten – alle twee jeugdwerken - en het Konzertstück uit 1902 geven een duidelijke en levendige indruk van zijn kunst. Het eerste pianoconcert schreef Brüll toen hij veertien jaar oud was. Hij heeft het opgedragen aan zijn pianoleraar Julius Epstein die het ook voor de eerste keer uitvoerde in Wenen in 1861. Brüll heeft het zelf ook vaak gespeeld.
Zijn tweede pianoconcert schreef hij in 1868 op 22-jarige leeftijd. Begin 20e eeuw is dit stuk wel op een lp vastgelegd maar die opname is al heel lang niet meer te krijgen. Een jaar later - 1869 - heeft Brüll het tweede deel van dat concert herschreven. De oerversie uit 1868 werd beter ontvangen door het publiek, dit tot grote teleurstelling van Brüll. Hij heeft het stuk zelf ook vaak uitgevoerd in verschillende plaatsen in Europa. Het Konzertstück uit 1902 werd ook heel positief ontvangen zowel door de critici als door het publiek. De première in januari 1903 werd door Brüll zelf gespeeld.
Hij schreef verschillende opera’s. Vooral zijn tweede opera Das goldene Kreuz had veel succes.